# Santana do Araguaia
Santana do Araguaia is een gemeente in de Braziliaanse deelstaat Pará gelegen aan de Araguaia. De gemeente telt 55.033 inwoners (schatting 2009).